# Hôtel de la Chambre des Députés

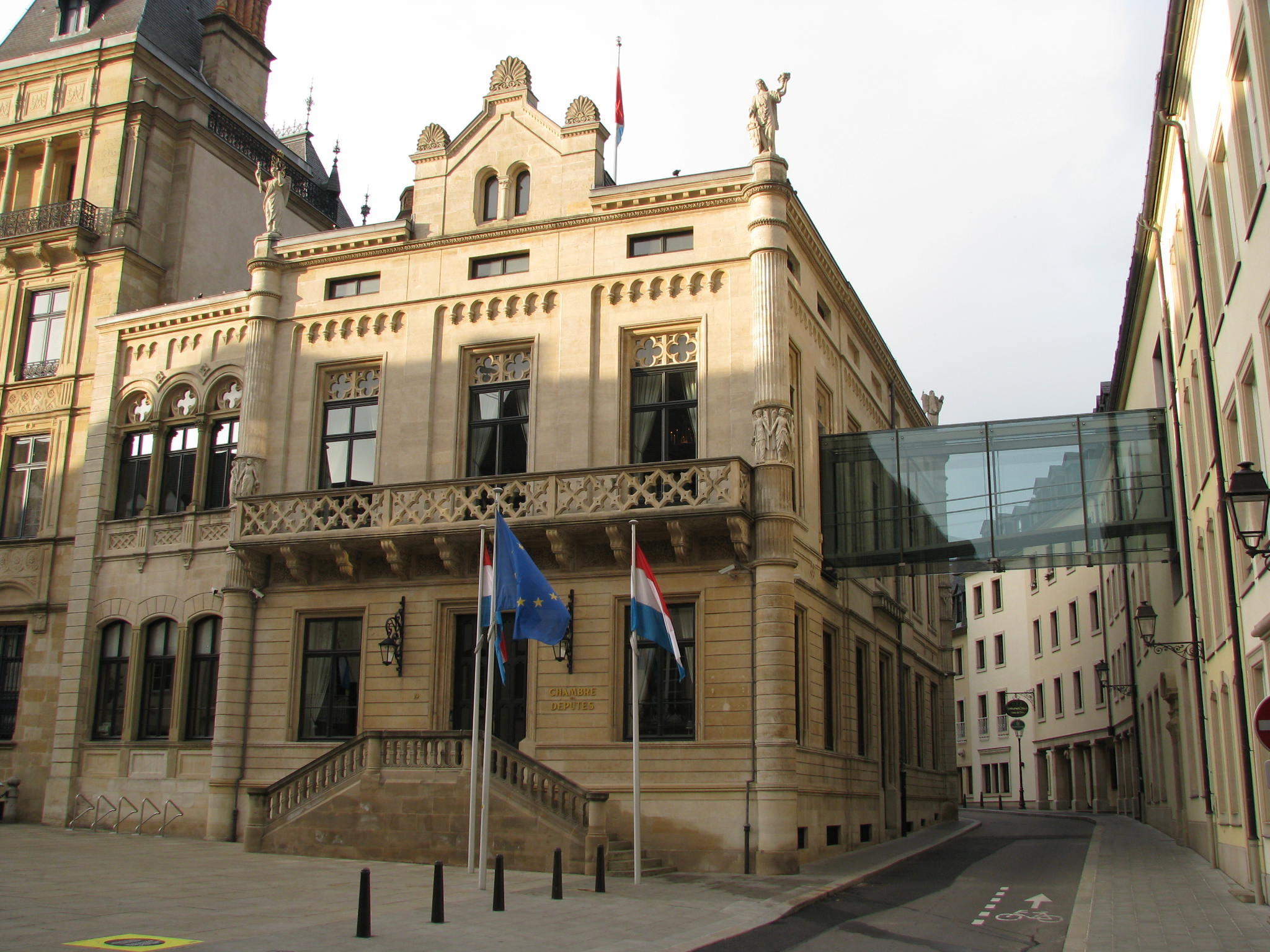
Fachada do Hôtel de la Chambre des Députés.

The Hôtel de la Chambre des Députés (em português:  Palácio da Câmara dos Deputados) é o local de reunião da legislatura nacional luxemburguesa, a Câmara de Deputados, na Cidade do Luxemburgo, a capital do Luxemburgo, situada no sul do país.
O palácio localiza-se na Krautmaart, uma rua de forma irregular no coração histórico da cidade, no quarteirão de Ville Haute. Próximo do Hôtel de la Chambre fica o Palácio Grão-ducal, a residência oficial do Grão-Duque do Luxemburgo. Devido à localização do edifício, a Krautmaart tornou-se numa metonímia para a própria Câmara dos Deputados.

## História

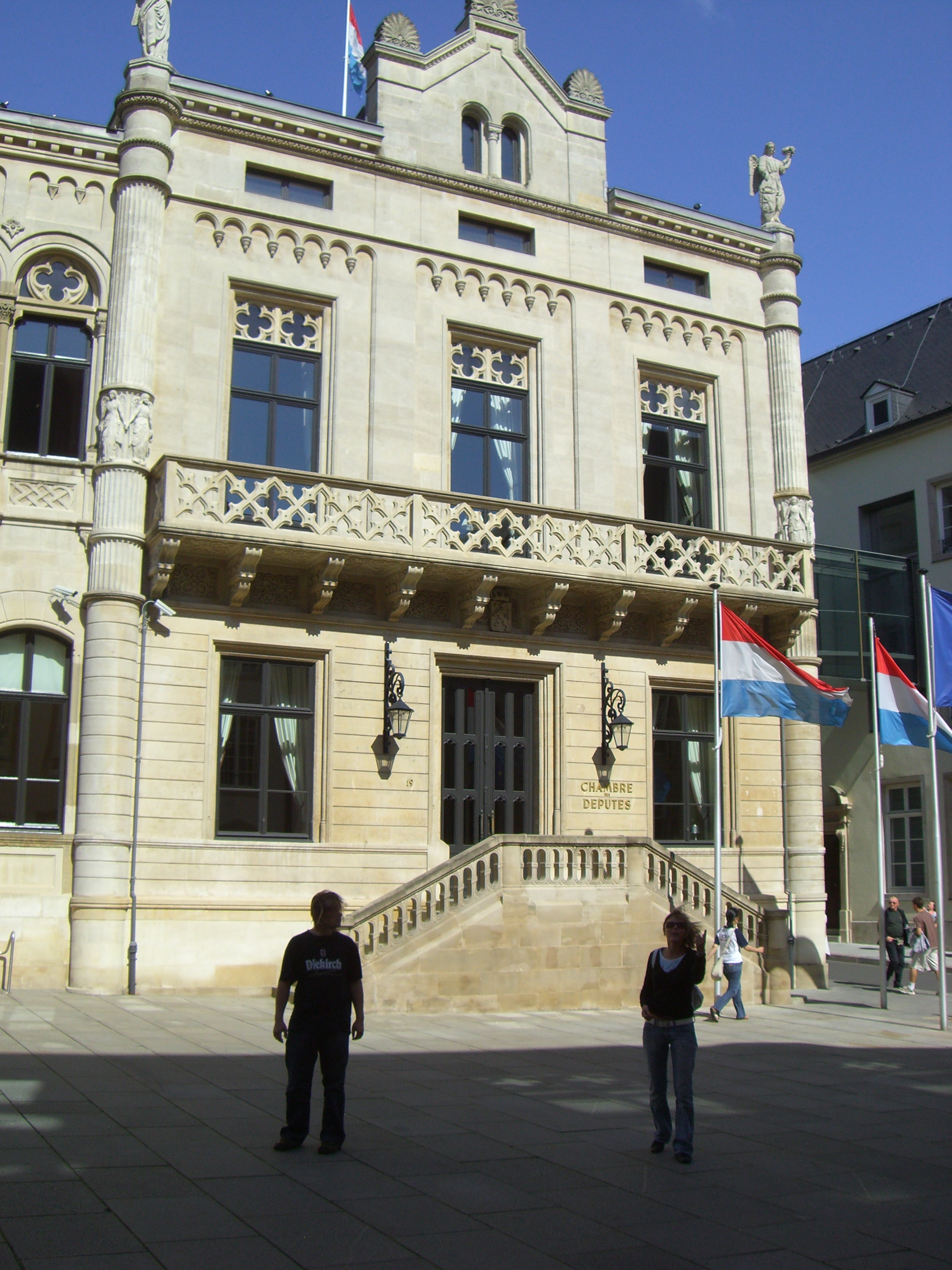
Detalhe da fachada.

Até 1860, a Câmara de Deputados não tinha um lugar de reunião regular, realizando sessões variavelmente no Palácio Grão-ducal, no Hôtel de Ville de Luxembourg (câmara municipal), e no palácio do governo. Por um período após a promulgação da Constituição do Luxemburgo, em 1848, a Câmara reuniu-se na escola primária em Ettelbruck, no norte do país. No final da década de 1850, isto tornou-se insustentável e, para restaurar o Palácio Grão-ducal para uso da Família Grã-ducal, foram feitos planos para a construção de uma casa para a Câmara, em 1857, por Antoine Hartmann, num estilo historicista que combina elementos do neogótico, do neo-renascimento e da arquitectura neoclássica. A construção começou no dia 27 de Julho de 1858 e o edifício foi inaugurado no dia 30 de Outubro de 1860, aquando da abertura duma nova sessão parlamentar.
Durante a ocupação alemã no decorrer da Segunda Guerra Mundial, a Câmara de Deputados foi suspendida e as funções do edifício ficaram subservientes às das forças de ocupação. O edifício foi transformado no quartel-general do ramo luxemburguês do Gabinete de Propaganda Gau (em alemão:  Gaupropagandaamts). A varanda foi decorada com um grande cartaz saudando Heim ins Reich, enquanto, mais tarde, grandes bandeiras suásticas adejavam no exterior.
Entre 1997 e 1999, foram empreendidas importantes renovações e o edifício foi ampliado para acomodar o público. A delapidada decoração de madeira foi substituida por réplicas no estilo original, com os apoios estruturais reforçados e reconfigurados para cumprir com mais rigor os padrões de saúde e segurança. Entretanto, a expansão, para receber o público e desempenhar funções auxiliares, foi construída num estilo moderno. Durante este período, a Câmara reuniu-se no Hôtel de Ville de Luxembourg, tal como tinha feito 140 anos antes.